# Luidia senegalensis
Luidia senegalensis är en sjöstjärneart som först beskrevs av Lamark 1816.  Luidia senegalensis ingår i släktet Luidia och familjen sprödsjöstjärnor. Inga underarter finns listade i Catalogue of Life.